# Peter Carlsson (musiker)
Peter Carlsson, född 17 april 1952 i Västannor, Leksands kommun i Dalarna, är en svensk sångare, musiker och skådespelare.

## Biografi
Carlsson är textförfattare och estradör hemmahörande i Grycksbo. Han var tidigare anställd som teatermusiker och skådespelare vid Dalateatern i Falun, men är numera verksam som musiker och sångare tillsammans med gruppen Blå Grodorna. Blandningen av musik har blivit hans kännetecken.
Carlsson använder sig av personliga anekdoter och humoristiska skrönor då han uppträder. Under flera år har Peter Carlsson & Blå Grodorna spelat på Scalateatern i Stockholm. Han spelar gitarr, durspel, motorsåg (Husqvarna 240) samt en rätt stor plastdunk med ringklocka på.

## Priser och utmärkelser
- 2003 – Karamelodiktstipendiet[1]
- 2006 – Karl Gerhard-stipendiet
- 2013 – Cornelis Vreeswijk-stipendiet[2]
- 2015 – Fridolf Rhudin-priset[3]

## Filmografi
- 1988 – SOS – en segelsällskapsresa
- 1997 – Pippi Långstrump (röst)
- 1998 – Pippi Långstrump (TV-serie) (röst)
- 1999 – Hälsoresan – En smal film av stor vikt
- 2000 – Det nya landet
- 2004 – Fyra nyanser av brunt

### Fotnoter
1. ↑  ”Karamelodiktstipendiet”. Arkiverad från originalet den 2 juni 2011. https://web.archive.org/web/20110602021534/http://www.pygme.se/karamellodikt/karamelodikt.shtml. Läst 15 juni 2011.
2. ↑  ”Peter Carlsson får Cornelispris”. Dagens Nyheter. 5 augusti 2013. http://www.dn.se/kultur-noje/musik/peter-carlsson-far-cornelispris/. Läst 5 augusti 2013.
3. ↑  Fridolf Rhudin-priset på Fridolf Rhudin-museet